# François Vyncke
François Vyncke, född 9 januari 1892, var en friidrottare från Belgien. Han deltog vid olympiska sommarspelen 1920.